# Enteropogon sechellensis
Enteropogon sechellensis là một loài thực vật có hoa trong họ Hòa thảo. Loài này được (Benth.) T.Durand & Schinz. mô tả khoa học đầu tiên năm 1894.